# Wacław Geiger
Wacław Geiger (ur. 25 czerwca 1907 w Krakowie, zm. 30 kwietnia 1988 w Zakopanem) – polski kompozytor, śpiewak i pedagog.

## Życiorys
W wieku 5 lat rozpoczął naukę gry na fortepianie, a w wieku 7 lat na skrzypcach. W czasie I wojny światowej mieszkał kilka lat w Zakopanem, gdzie kontynuował naukę muzyki. W 1925 podjął naukę w krakowskim Instytucie Muzycznym, którą z powodu trudnych warunków materialnych musiał przerwać i podjął pracę ilustratora muzycznego niemych filmów w Krakowie i okolicy. Maturę zdał w 1927 w gimnazjum matematyczno-przyrodniczym w Chrzanowie, potem studiował prawo na Uniwersytecie Jagiellońskim (po roku zrezygnował ze studiów). Następnie kształcił się muzycznie w Konserwatorium Towarzystwa Muzycznego w Krakowie (śpiew solowy, dyrygentura i kompozycja). Studia ukończył w 1933 dyplomem ze srebrnym medalem. Śpiewu solowego uczył się pod kierunkiem Heleny Zboińskiej, dyrygentury u Zbigniewa Dymmka, a kompozycji u Bolesława Wallek-Walewskiego. Po zakończeniu nauki pracował w teatrze Domu Żołnierza (dyrygent), w Lutni Krakowskiej, Lutni Robotniczej i Towarzystwie Oratoryjnym, występował w Polskim Radiu w Krakowie (akompaniator, śpiewak, dyrygent, kompozytor utworów radiowych i teatralnych). W 1938 został wiceprezesem Związku Zawodowego Muzyków. 
W czasie II wojny światowej uczestniczył w tajnym nauczaniu i podziemnej kulturze muzycznej. 
Od 1945 do 1963 kierował instytucjami kultury muzycznej w Krakowie, Łodzi, Częstochowie, Warszawie, Białymstoku oraz Lublinie. W 1963 zamieszkał w Zakopanem. W zakopiańskiej szkole nauczał śpiewu, prowadził chóry, był też wicedyrektorem szkoły muzycznej w Nowym Targu. Mimo że w 1973 przeszedł na emeryturę, to nadal nauczał śpiewu, także w szkołach średnich, co trwało prawie do samej śmierci. 
Kilka razy był jurorem na Festiwalu Folkloru Ziem Górskich. Współdziałał z chórami Wierchy i Rysy. Był współzałożycielem Towarzystwa Muzycznego im. Karola Szymanowskiego, zasiadał też we władzach tej instytucji. Piastował stanowisko prezesa Koła Miejskiego PTTK w Zakopanem, choć turystykę tatrzańską uprawiał głównie w młodszym wieku. W okresie zakopiańskim tworzył utwory o tematyce podhalańskiej, np. fortepianową Balladę zbójnicką z 1946. 
19 stycznia 1955 roku na wniosek Ministra Kultury i Sztuki został odznaczony Medalem 10-lecia Polski Ludowej. 
Pochowany został na Starym Cmentarzu na Pęksowym Brzyzku (sektor P-III-56).

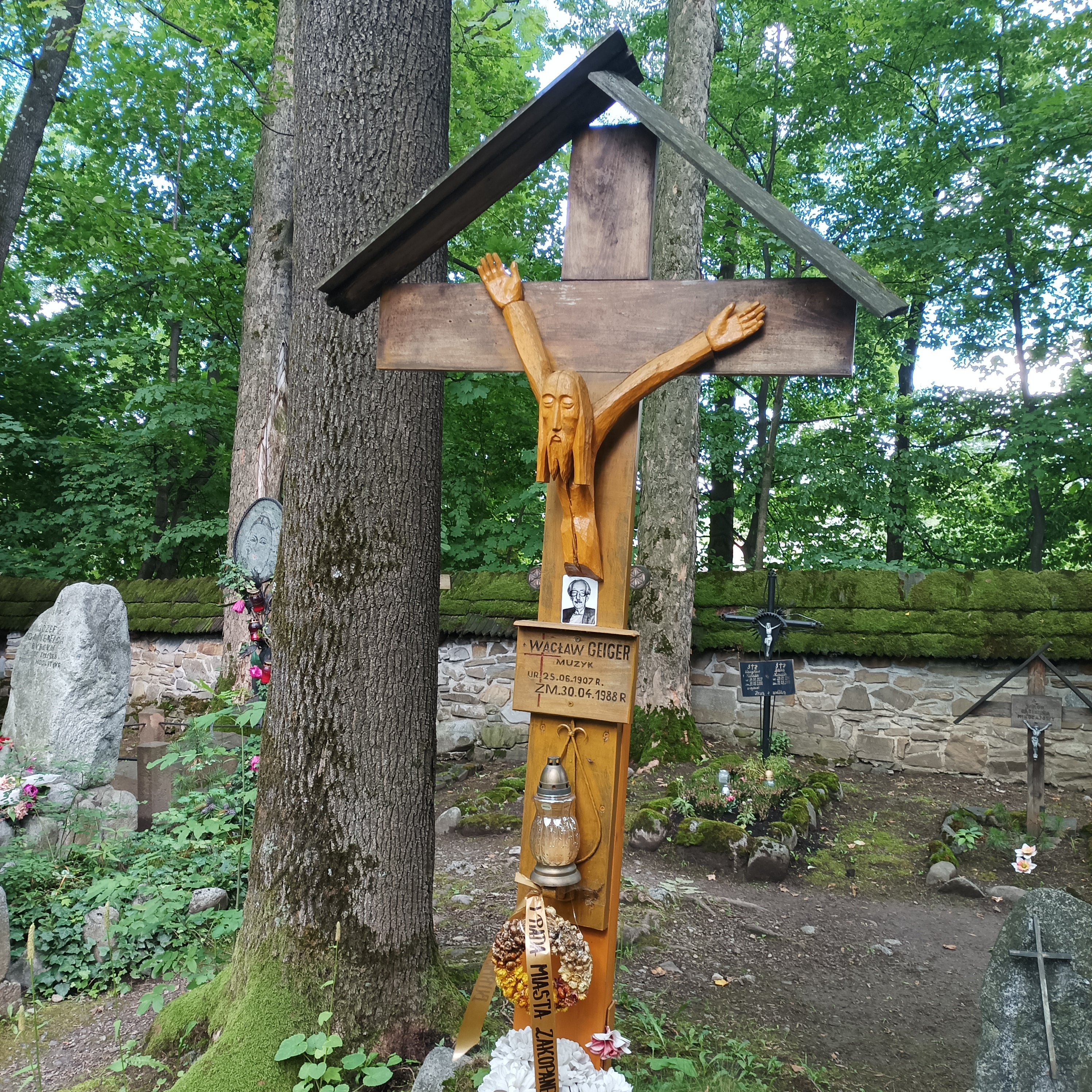
Grób Wacława Geigera na Cmentarzu Zasłużonych na Pęksowym Brzyzku

Jego siostrzeńcem był Andrzej Cwojdziński, dyrygent, kompozytor i pedagog muzyczny.

## Kompozycje
- Siedem pieśni kościelnych na głos i organy, op. 1 (1924–1928)
- Missa brevis, op. 2 (1927)
- Pieśń tęsknoty, op. 5 (1927)
- Osiem pieśni na baryton i fortepian, op. 3 (1930)
- Disce puer 24 etiudy na fortepian, op. 4 (1930)
- Trzy pieśni na bas-baryton, op. 6 (1930–32)
- Kwartet smyczkowy, op. 7 (1931)
- Do Boga, motet (1931)
- Msza łacińska, op. 8 (1932)
- Pięć pieśni kościelnych na głos i organy, op. 9 (1932–43)
- Tajemnica fali pieśń na sopran i fortepian, op. 11 (1934)
- Trio smyczkowe d-moll, op. 14, nr 2 (1939)
- Zięć firmy Klops, operetka (1939)
- Dożynki na głosy solowe, chór i orkiestrę, op. 16 (1940)
- Siedem pieśni, op. 15 (1940–43)
- Duettino na skrzypce i altówkę, op. 14 nr 1 (1941)
- Pięć kolęd, op. 19 (1941)
- Preludium, allegro i fuga na trio smyczkowe, op. 14 nr 3 (1942)
- Siedem pieśni góralskich, op. 20 (1942)
- Trzy góralskie poematy pieśniowe, op. 21 (1942)
- Trzy pieśni góralskie, op. 23 (1942)
- Tatrami suita na głosy solowe, chór i orkiestrę, op. 25 (1942)
- Suita na Zmartwychwstanie Pańskie na głosy solowe, chór chłopięcy i kwintet smyczkowy, op. 27 (1943)
- Pieśń tęsknoty, op. 5, wersja II (1944)
- Msza łacińska, op. 28 (1944)
- Wesele lalki opera dziecięca, op. 34 (1947)
- Pieśń o zdobywcy słońca na głosy solowe, chór i orkiestrę, op. 36 (1947)
- Ballada zbójnicka na fortepian[3] (1946[5]).